# Anolis rubiginosus
Anolis rubiginosus (сьєрра-хуареський аноліс) — вид ігуаноподібних ящірок родини анолісових (Dactyloidae). Ендемік Мексики.

## Поширення і екологія
Сьєрра-хуареські аноліси мешкають в горах Сьєрра-Хуарес в штаті Оахака. Вони живуть в гірських сосново-дубових лісах і вологих гірських тропічних лісах і хмарних лісах, на висоті 2100 м над рівнем моря.